# Тремблер мексиканський
Тремблер мексиканський (Toxostoma ocellatum) — вид горобцеподібних птахів родини пересмішникових (Mimidae).

## Поширення
Ендемік Мексики. Поширений в гірській місцевості у південно-центральній частині країни. Місцями його проживання є сухі чагарники та відкриті ділянки дубових та соснових лісів на висоті від 1500 до 3000 метрів над рівнем моря.

## Опис
Птах середнього розміру, завдовжки близько 30 см, вагою 79-89 г. Верхні частини коричневі, а нижні білі з чорними круглими плямами. Зовнішні пера хвоста мають білі кінчики.

## Підвиди
- Toxostoma ocellatum ocellatum (Sclater, PL, 1862) — нагір'я центральної Мексики (від Сан-Луїс-Потосі до Ідальго та Мехіко);
- Toxostoma ocellatum villai Phillips, AR, 1986 — на півдні Мексики (від Пуебли до Оахаки).